# Рождественская деревня (Ротенбург-об-дер-Таубер)
Рождественская деревня (нем. Weihnachtsdorf) — комплекс, который состоит из магазина и музея новогодней и рождественской тематики. Был основан в 1981 году в Ротенбурге-об-дер-Таубере в Германии семьей Вольфарт. Созданию комплекса предшествовало открытие лавки с новогодними товарами, работающей на протяжении всего года, а не только в преддверии Рождества. Рождественская деревня расположена по улице Геррнгассе, 1.

## История
В 1981 году компания «Кете Вольфарт» (нем. Käthe Wohlfahrt) в Ротенбурге-об-дер-Таубере открыла комплекс под названием «Рождественская деревня». Основатель компании Вольфарт переехал из Саксонии в Западную Германию и привез туда сувенир — музыкальную шкатулку. Когда он захотел подарить такую же своим друзьям, не смог найти ничего похожего, потому что все рождественские базары уже были закрыты. Тогда он заказал 10 музыкальных шкатулок из Саксонии, и это стало толчком для открытия первой рождественской лавки, которая бы работала не только во время рождественских праздников, но и на протяжении всего года. Позже, сын основателя этой лавки, Харольд Вольфарт открыл музей Рождества, а лавку превратил в комплекс «Рождественская деревня». «Рождественская деревня» занимает территорию пяти домов. На территории комплекса есть тропинка, которая ведёт к площади, на которой установлена большая ель. Здесь есть гирлянды, огромный король щелкунчиков, ёлочные игрушки из дерева, стекла и олова, музыкальные шкатулки. Ель даже летом украшают деревянные расписные игрушки.
Площадь Рождественской деревни составляет 250 метров квадратных, на которой расположены самые разнообразные рождественские экспонаты: щелкунчики, пирамиды, календари, ёлочные украшения, разные рождественские предметы, которые датируются XIX веком, скатерти, дорожки, наборы конфет, салфетки, сонмы ангелов, санта-клаусы. Количество экспонатов достигает 5 тысяч.
В магазине, который входит в состав «Рождественской деревни», рождественские товары расположены на трех уровнях. Хотя аналогичные магазины открыты во многих странах мира, но магазин в Ротербург-об-дер-Таубере остаётся штаб-квартирой. Площадь некоторых залов в магазинах составляет 10-12 метров.
Все покупки помещаются в фирменные коробочки и фирменные пакеты. Вход в магазин — бесплатный, в музей — платный.
Комплекс «Рождественской деревни» расположен по улице Геррнгассе, 1 (нем. Herrngasse 1). В нём постоянно звучит рождественская музыка.